# Erhard Schmidt
Erhard Schmidt (Tartu, 13 de janeiro de 1876 — Berlim, 6 de dezembro de 1959) foi um matemático alemão.
Filho do professor de fisiologia Alexander Schmidt. Após frequentar escolas em Tartu e Riga, estudou matemática em Berlim, onde foi aluno de Hermann Amandus Schwarz, e na Universidade de Göttingen, onde foi aluno de David Hilbert, com quem doutourou-se em 1905, com tese sobre equações integrais. Na época Hilbert estava inteiramente envolvido em seu programa de desenvolvimento das bases do que atualmente é denominado análise funcional, e Schmidt foi seu grande companheiro de discussão. Schmidt habilitou-se em 1906 em Bonn com Eduard Study, tendo sido professor em Zurique (1908), Erlangen, Wrocław e Universidade de Berlim, assumindo a cadeira de Schwarz, em 1917. Juntamente com os professor a seguir convocados para a universidade Ludwig Bieberbach e Issai Schur, bem como com a criação da cátedra de matemática aplicada, ocupada por Richard von Mises, Berlim tornou-se importante centro de pesquisas matemáticas na década de 1920. Schmidt foi reitor da Universidade de Berlim, em 1929–1930. Schmidt foi professor de sucesso, como narra Heinz Hopf, que foi seu aluno em Wrocław em 1917 e depois seu orientado em Berlim.